# Dorstenien
Die Dorstenien (Dorstenia) sind eine Pflanzengattung in der Familie der Maulbeergewächse (Moraceae). Die 100 bis 170 Arten kommen in der Neuen Welt und von Afrika über Madagaskar und die Arabische Halbinsel bis nach Sri Lanka und ins westliche Indien vor.

## Beschreibung

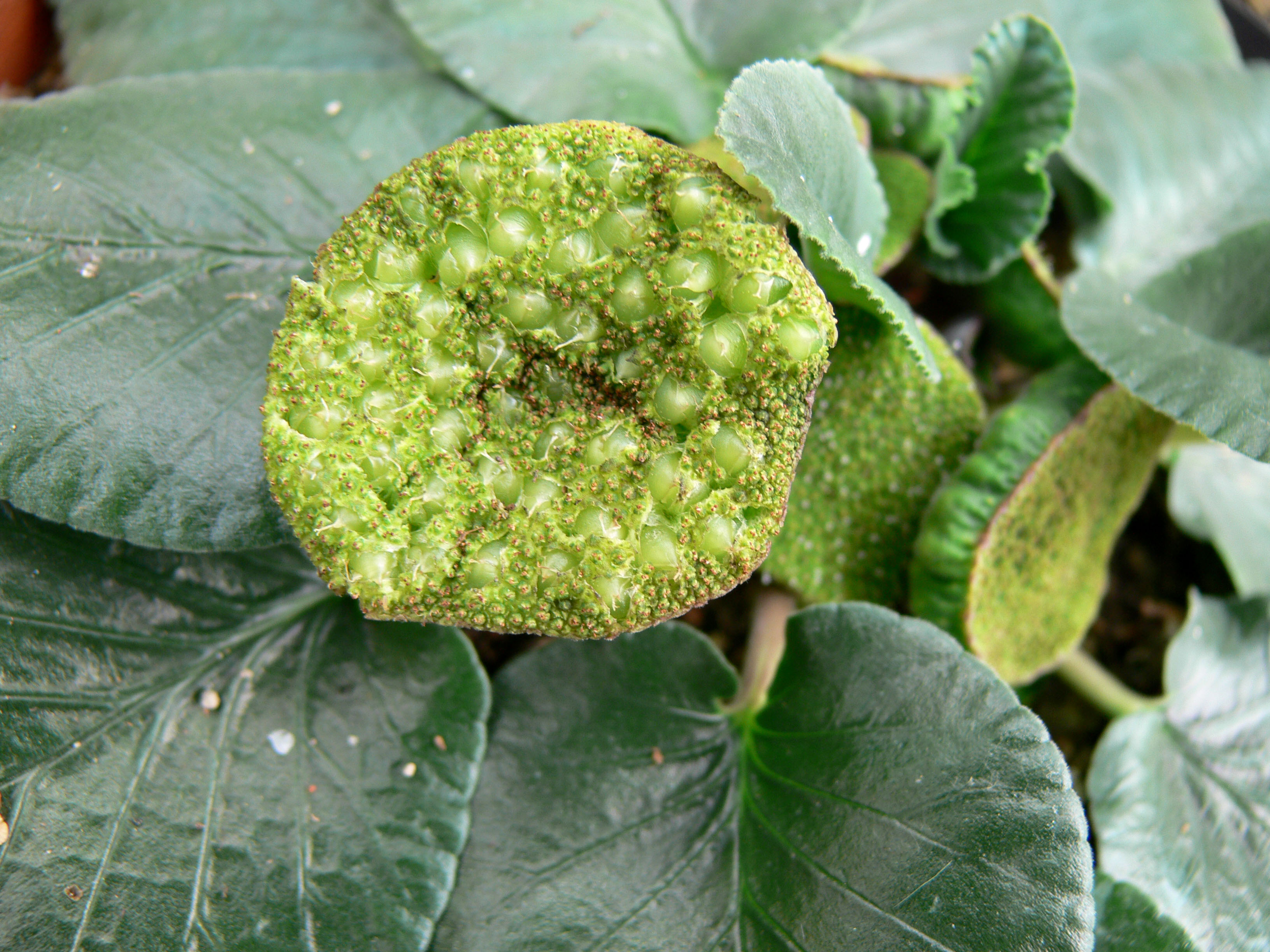
Scheinblüte einer Dorstenia brasiliensis mit den vielen Blüten zu einem Coenanthium vereinigt

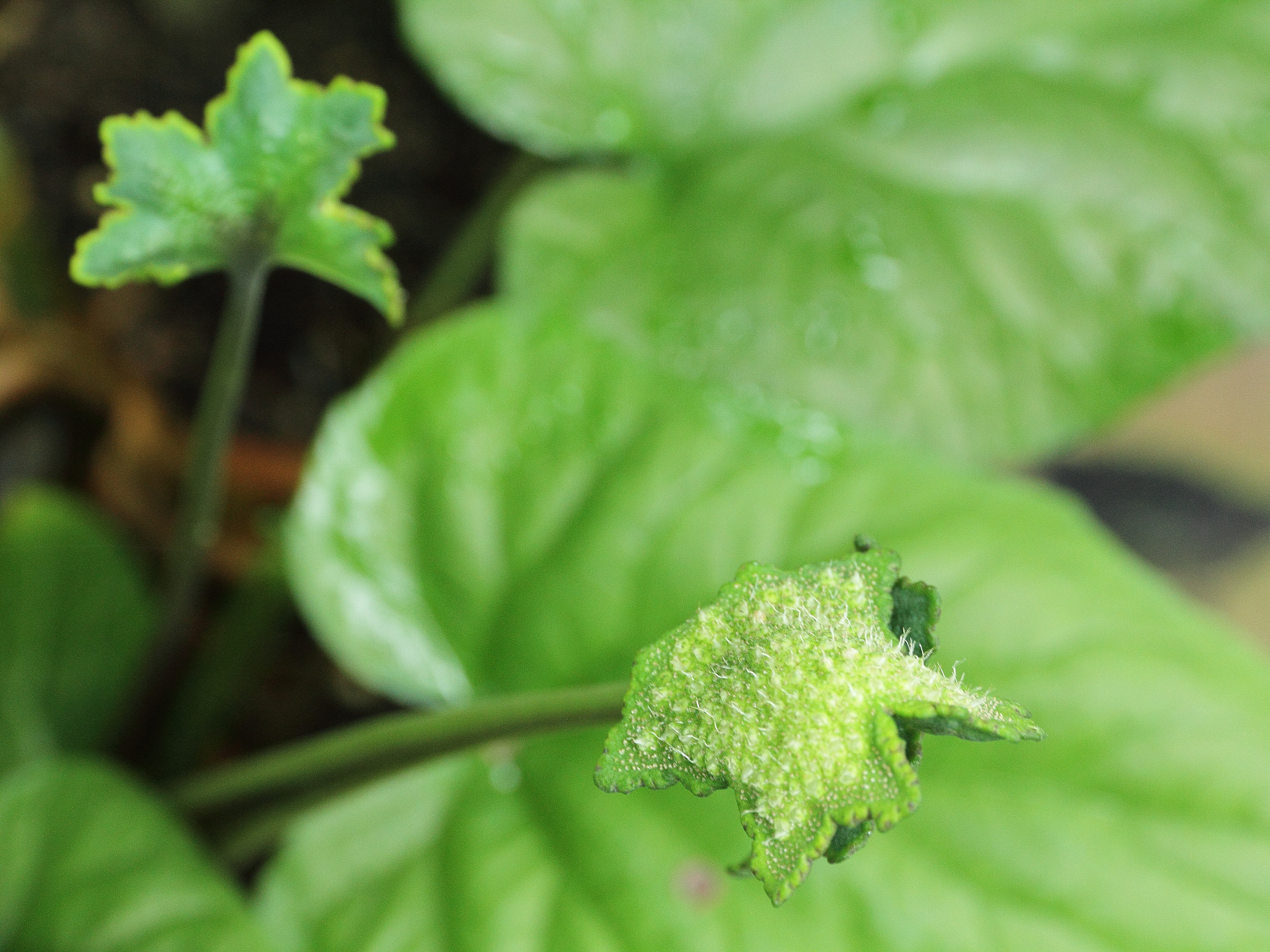
Dorstenia arifolia

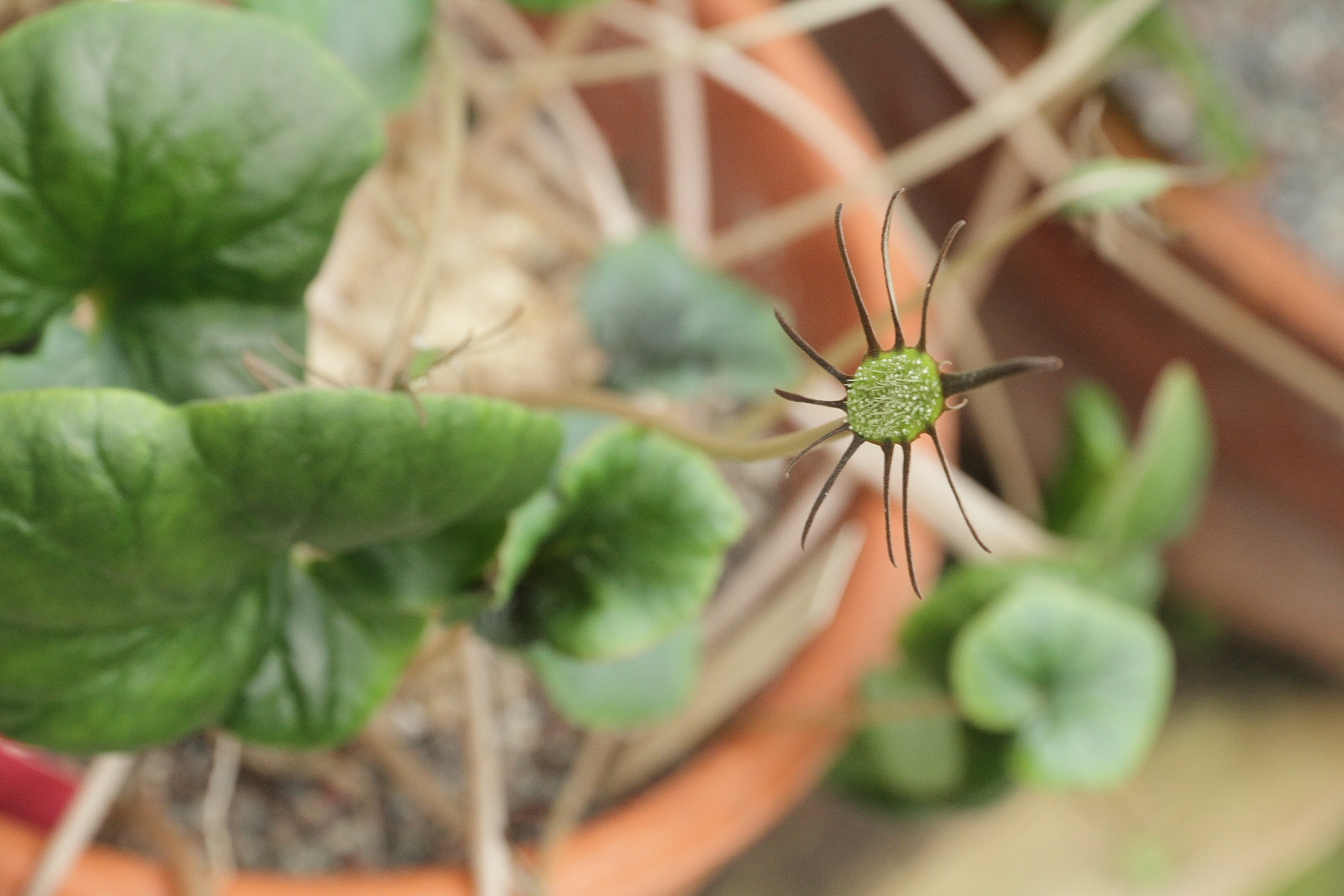
Dorstenia barnimiana

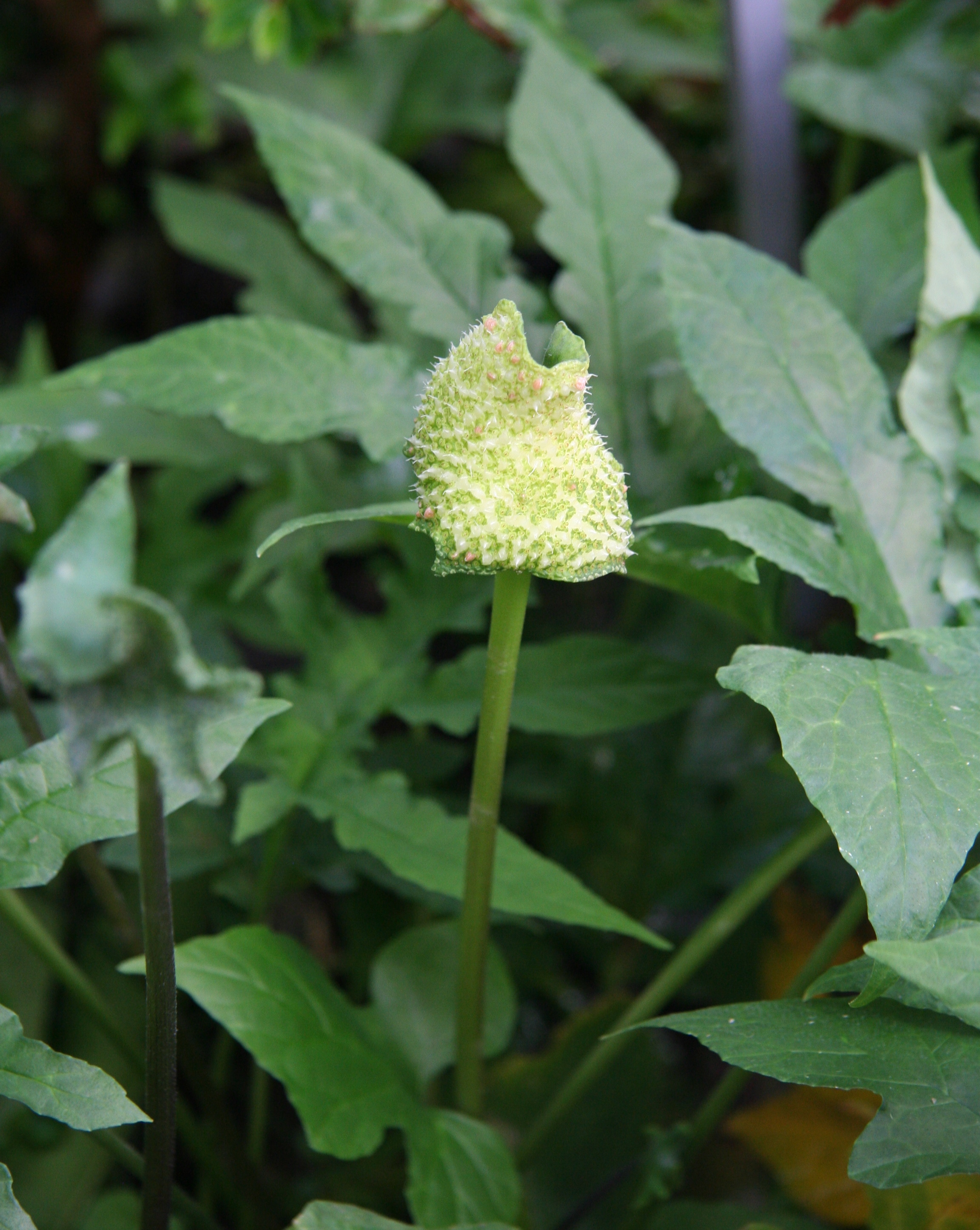
Dorstenia contrajerva

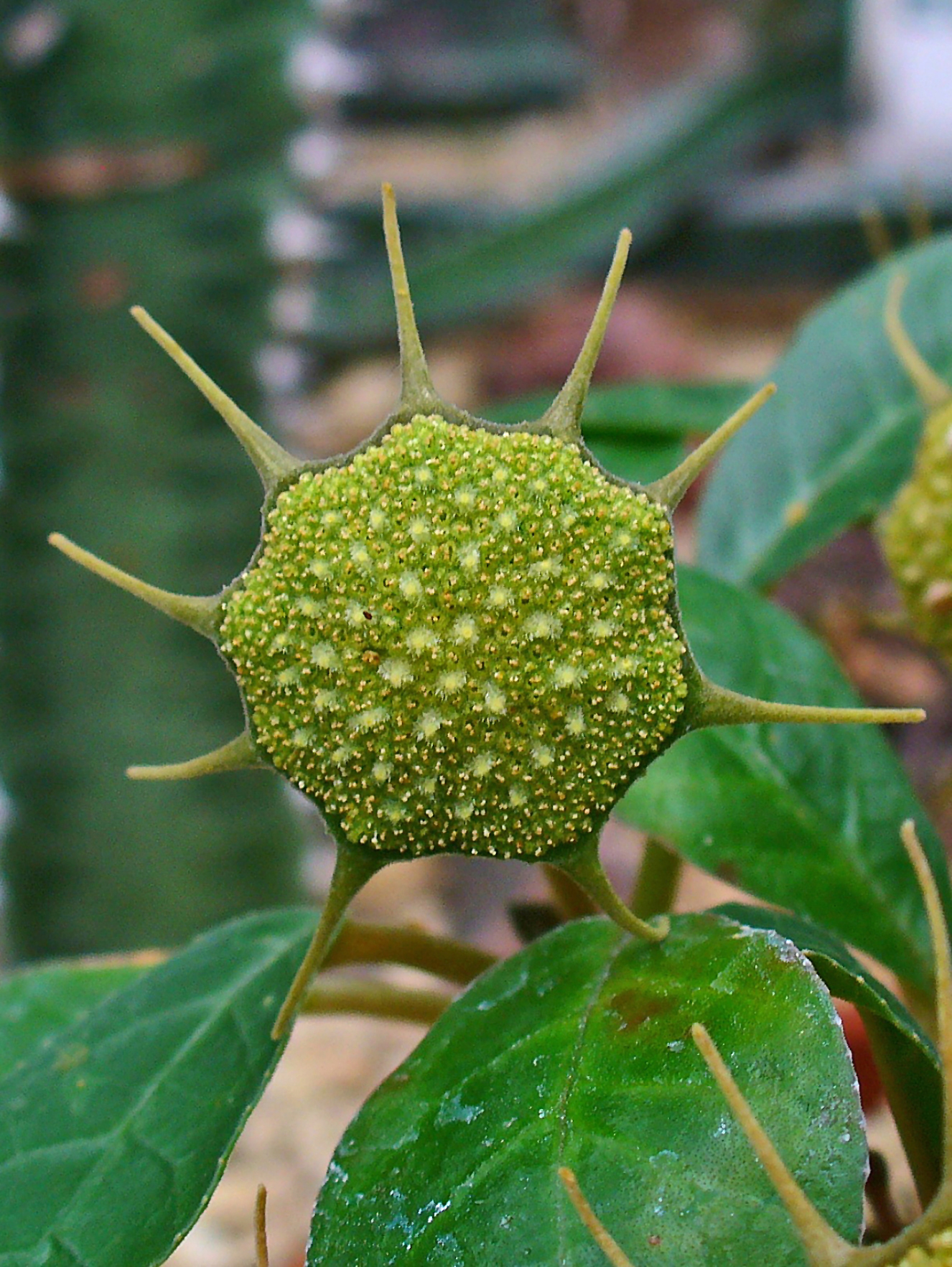
Dorstenia foetida

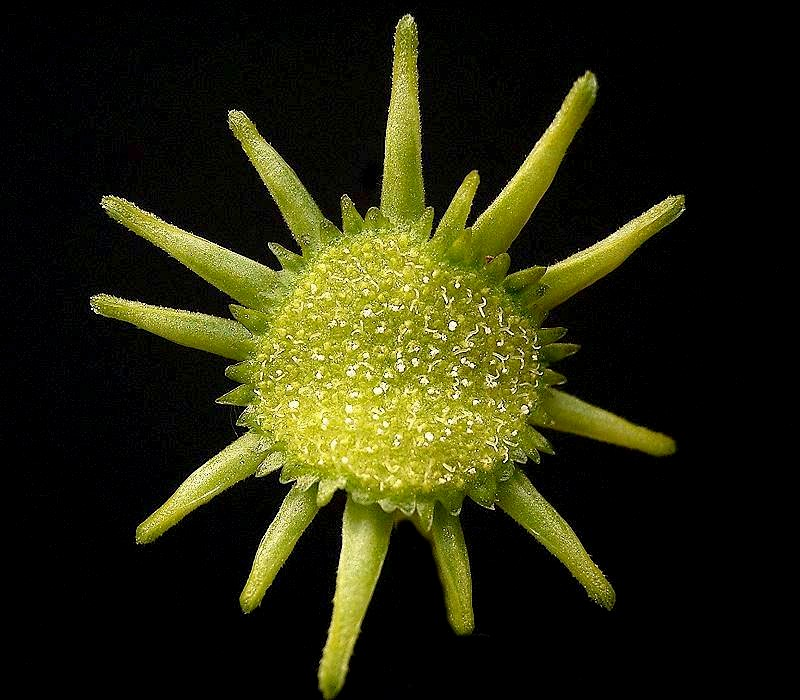
Scheinblüte einer Dorstenia hildebrandtii var. hildebrandtii mit tentakelartigen Hochblättern

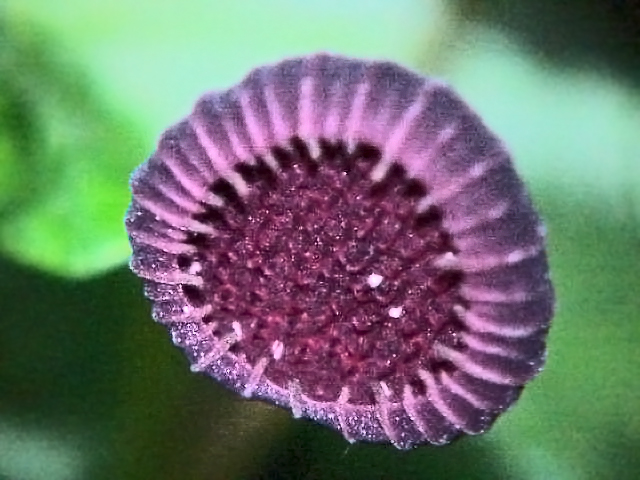
Dorstenia nervosa

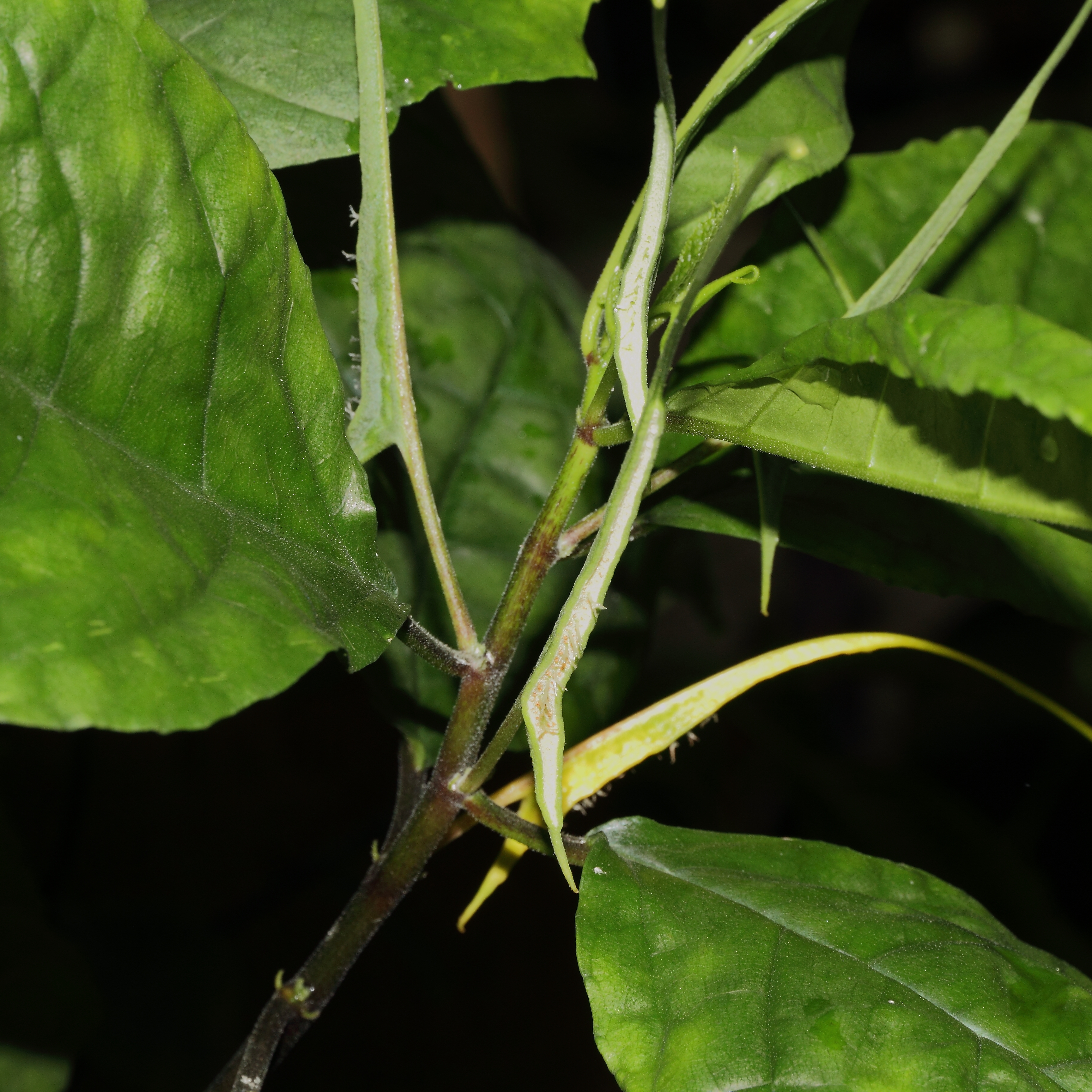
Dorstenia psilurus

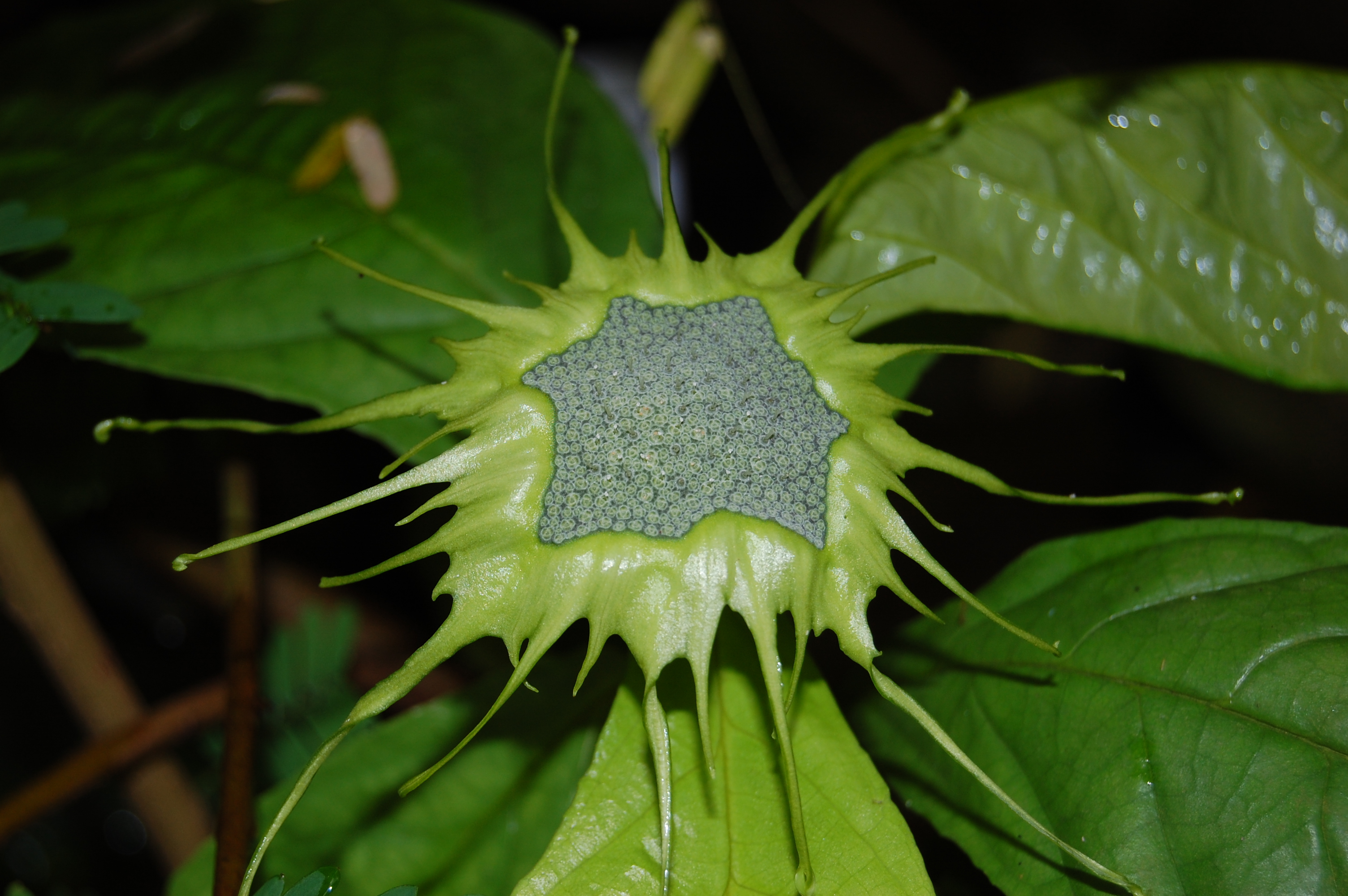
Dorstenia turnerifolia

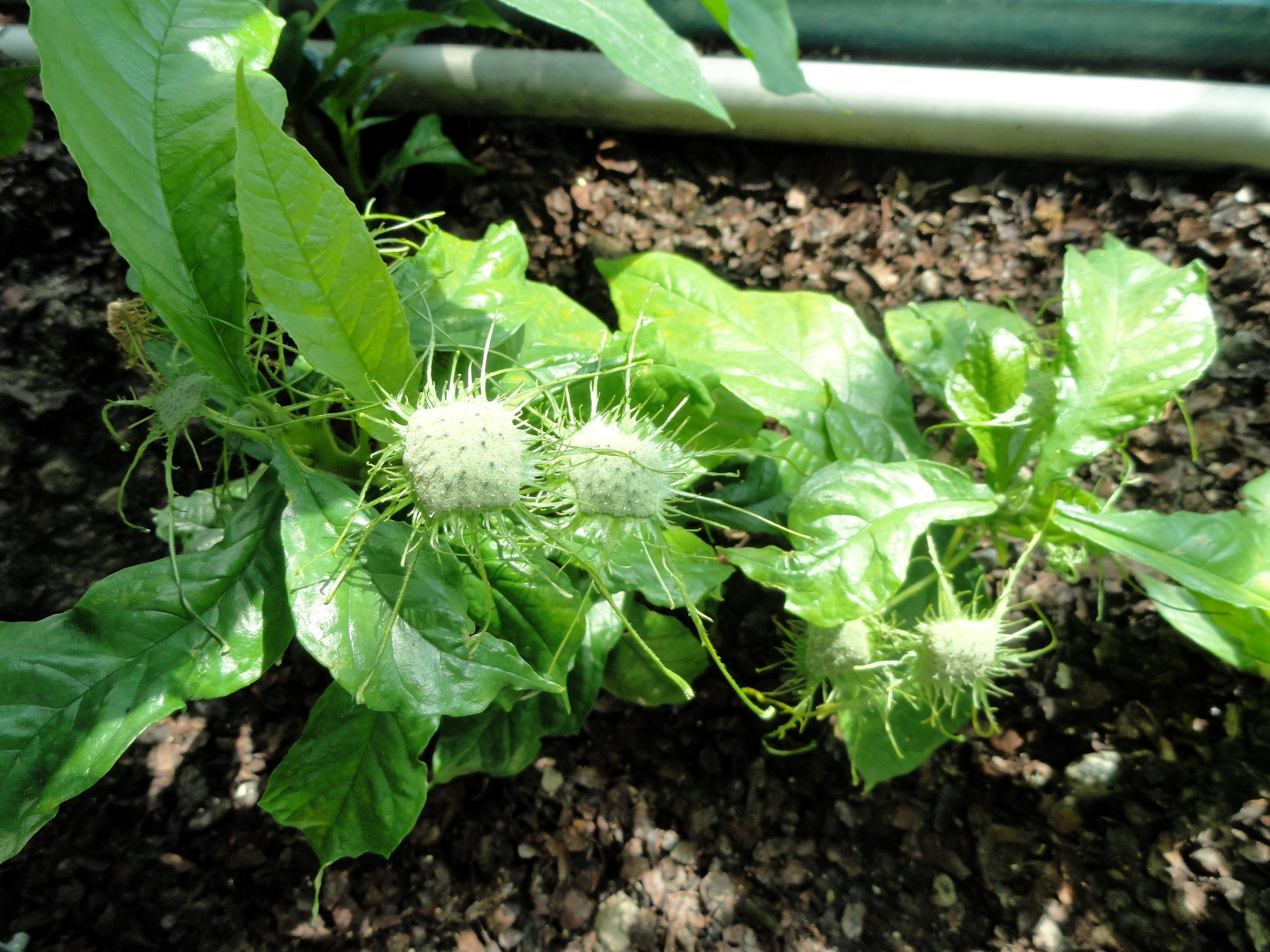
Dorstenia yambuyaensis

Dorstenien-Arten sind vielgestaltig und in vielen ihrer Eigenschaften sehr variabel.

### Erscheinungsbild und Blätter
Das Spektrum innerhalb der Gattung Dorstenia reicht von kleinen, einjährigen, über ausdauernden krautige Pflanzen mit und ohne Rhizome oder Knollen, Geophyten und verholzenden Sträuchern bis zu Sukkulenten (Stamm- oder Blattsukkulenten). Ihr Saft ist meist milchig weiß, seltener gelb oder farblos. Die auf den meisten Arten vorhandenen Haare sind wenigstens teilweise hakenförmig.
Die meist spiralig und rosettenartig, selten zweizeilig angeordneten Laubblätter sind vielgestaltig. Die Blattspreiten können schild-, hand- oder füßförmig, ganz, eingeschnitten, gelappt oder gefiedert sein. Häufig sind die Blattränder gezähnt oder gekerbt. Die immer vorhandenen Nebenblätter sind ähnlich vielgestaltig; meist sind sie ledrig, manchmal groß, blattartig und haltbar oder manchmal klein, pfriemförmig und früh abfallend.

### Blütenstände und Blüten
Die Blütenstände sind aus verbreiterten Sprossachsen gebildete Scheinblüten (Pseudanthien), die bei Maulbeergewächsen „Blütenkuchen“ (hier nicht geschlossen; Coenanthium) genannt werden. In ihnen sind viele winzige Blüten zusammengefasst. Die Scheinblüten können eben, konvex, konkav, rund, oval, quadratisch, gelappt, zweigeteilt, stern-, boot- oder zungenförmig sein. Ihre Farbe variiert von grün über gelblich und rötlich bis violett und braun. Unter dem Blütenstand stehen meist Hochblätter (Brakteen), verstreut oder in Reihen, die manchmal Anhängsel tragen. Manchmal fehlen die Hochblätter und es sind nur ihre verbliebenen zahnförmigen, pfriemlichen, spateligen oder bandförmigen Anhängsel erkennbar.
Die kugeligen, keuligen, kegeligen oder warzigen Blüten sind eingeschlechtig, die weiblichen Blüten innerhalb einer Scheinblüte reifen zuerst. Die männlichen Blüten stehen entweder zerstreut zwischen den weiblichen Blüten oder am Außenrand konzentriert oder durch eine blütenfreie Zone am Außenrand abgetrennt. Sie sind gestielt und tragen ein bis vier (meist zwei bis drei) freie oder fast freie Tepalen und ein bis vier (meist zwei bis drei) Staubfäden. Die sitzenden weiblichen Blüten tragen röhrig miteinander verwachsene Tepalen und einen freien Fruchtknoten mit ein oder zwei, dann meist ungleichen Narben. Die Steinfrüchte werden in der verbreiterten Blütenstandsachse eingebettet und bei Reife durch einen Turgeszenz-Schleudermechanismus verstreut.

## Systematik und Verbreitung
Charles Plumier benannte Nova Plantarum Americanarum Genera, Paris 1703, Seite 29 die Gattung Dorstenia zu Ehren des Marburger Botanikers und Professors der Medizin Theodor Dorsten (1492–1552). Carl von Linné übernahm in Critica Botanica, Leiden 1737, Seite 92 diesen Namen.
Das gesamte Verbreitungsgebiet erstreckt sich von Süd-, Mittel- und Nordamerika mit der Karibik über Afrika einschließlich Madagaskar und die Arabische Halbinsel bis ins westliche Indien und Sri Lanka.
Dorstenia ist die zweitartenreichste Gattung der Moraceae mit bei einigen Autoren rund 105 Arten. Wegen der sehr großen Variabilität vieler Arten, die häufig unterschiedlich aussehende Standortformen ausbilden, wurden in der Vergangenheit viele Taxa beschrieben, die jetzt als Synonyme gelten. So sind bei anderen Autoren bis zu 170 Arten zu finden.

### Arten (Auswahl)
- Dorstenia acangatara M.D.M.Vianna, Al.Santos, A.F.P.Machado, Mansano & Romaniuc: Sie wurde 2013 erstbeschrieben.
- Dorstenia africana (Baill.) C.C.Berg
- Dorstenia afromontana R.E.Fr.
- Dorstenia alberti Carauta, M.Valente & Sucre: Es ist eine krautige Pflanze.
- Dorstenia annua Friis & Vollesen: Es ist eine einjährige, sukkulente Pflanze.
- Dorstenia appendiculata Miq.
- Dorstenia arifolia Lam.: Es ist eine krautige Pflanze.
- Dorstenia aristeguietae Cuatrec.
- Dorstenia astyanactis Aké Assi: Es ist eine sukkulente und epiphytische Pflanze mit hängenden Sprossachsen.
- Dorstenia bahiensis Klotzsch (Syn.: Dorstenia anthuriifolia S.F.Blake, Dorstenia cordifolia Mart. ex Miq., Dorstenia longipes Mart. ex Bureau, Dorstenia martiana Miq.): Es ist eine krautige Pflanze.
- Dorstenia barnimiana Schweinf.: Es ist eine sukkulente, geophytische Pflanze mit kugeliger bis birnenförmiger Knolle aus Afrika.
- Dorstenia barteri Bureau
- Dorstenia belizensis C.C.Berg
- Dorstenia benguellensis Welw.: Es ist eine sehr variable, sukkulente und geophytische Pflanze mit scheibenförmiger Knolle aus Afrika.
- Dorstenia bergiana Hijman: Es ist eine sukkulente Pflanze mit kugeliger Knolle.
- Dorstenia bicaudata Peter
- Dorstenia bonijesu Carauta & C.Valente
- Dorstenia bowmanniana Baker
- Dorstenia brasiliensis Lam.: Es ist eine etwas sukkulente, bis 20 Zentimeter hohe Pflanze.
- Dorstenia brevipetiolata C.C.Berg
- Dorstenia brownii Rendle
- Dorstenia buchananii Engl.: Es ist eine sukkulente Pflanze mit scheibenförmiger, kugeliger oder birnrnförmiger Knoll aus dem südöstlichen Afrika.
- Dorstenia cayapia Vell.
- Dorstenia contrajerva L.: Es ist eine krautige Pflanze.
- Dorstenia crispa Engl.
- Dorstenia cuspidata A.Rich.: Es ist eine sukkulente Pflanze mit scheibenförmiger bis kugeliger Knolle aus Afrika und Madagaskar. Mit den Varietäten:
  - Dorstenia cuspidata Hochst. ex A.Rich. var. cuspidata
  - Dorstenia cuspidata var. brinkmaniana Hijman
- Dorstenia elata Gardner
- Dorstenia ellenbeckiana Engl.: Es ist eine sukkulente, geophytische Pflanze mit kugeliger bis scheibenförmiger Knolle.
- Dorstenia erecta Vell.
- Dorstenia faria A.Paiva
- Dorstenia foetida (Forssk.) Schweinf.: Es ist ein sehr variabler, sukkulenter Strauch aus Ostafrika und Arabien.[2]
- Dorstenia gigas Schweinf. ex Balf. f.: Es ist ein bis 4 m hoher sukkulenter Strauch mit geschwollener Basis von der Insel Sokotra.[3]
- Dorstenia goetzei Engl.: Es ist eine sukkulente, Rhizome bildende Pflanze.
- Dorstenia gypsophila Lavranos: Es ist ein bis 1,2 Meter hoher sukkulenter Strauch mit geschwollener Basis.
- Dorstenia hildebrandtii Engl.
- Dorstenia hispida Hook.
- Dorstenia indica Wall. ex Wight
- Dorstenia mannii Hook. f. (Syn.: Dorstenia intermedia Engl.)
- Dorstenia martiana Miq.
- Dorstenia montevidensis Gardner
- Dorstenia multiformis Miq.
- Dorstenia nervosa Desv.
- Dorstenia opifera Mart.
- Dorstenia pernambucana Arruda
- Dorstenia plumeriaefolia Fisch.
- Dorstenia poinsettiifolia Engl.
- Dorstenia prorepens Engl.
- Dorstenia psilurus Welw.
- Dorstenia radiata Lam.
- Dorstenia rotundifolia Arruda
- Dorstenia schliebenii Mildbr.
- Dorstenia setosa Moric.
- Dorstenia socotrana A.G.Miller
- Dorstenia tayloriana Rendle
- Dorstenia tenuifolia Engl.
- Dorstenia tenuiradiata Mildbr.
- Dorstenia tomentosa Fisch.
- Dorstenia turnerifolia Fisch. & C.A.Mey. (Syn.: Dorstenia argentata Hook. f.)
- Dorstenia vivipara Welw.
- Dorstenia vitifolia Gardner
- Dorstenia warneckei Engl.
- Dorstenia yambuyaensis De Wild.
- Dorstenia zambesiaca Hijman
- Dorstenia zanzibarica Oliv.